# Despotado de Velbazhd

El principado de Velbazhd (1373-1395).

Estados de los Balcanes centrales que surgieron de la disolución del Imperio serbio en el siglo.

El Despotado de Velbazhd (en búlgaro: Велбъждско деспотство, también conocido como Principado  de Velbazhd) fue uno de los efímeros Estados feudales independientes que surgieron después del desmembramiento del Imperio serbio en 1371. Debe su nombre a su capital, Velbazhd, la moderna ciudad búlgara de Kyustendil.
El Principado estaba localizado entre los ríos
Struma y Vardar e incluía muchos territorios de los actuales países de Bulgaria, Serbia y Macedonia del Norte. Los señores del despotado fueron Jovan Dragaš y su hermano Constantino Dragaš. Después de la batalla de Maritza (1371), los hermanos reconocieron la soberanía otomana y gobernaron sus tierras como vasallos del sultán. Velbazhd fue subyugado finalmente por el sultán Beyazid I en 1395.